# 陳一白
陈一白（1905年—1952年11月20日），字楚宝，号南琛、别名维邨，中华民国大陆时期江苏省常熟县西北（今张家港锦丰）乡郁家桥镇人，中国空军无线电通讯先驱。
1929年上海交通大学电机工程学院电信专业毕业，在交通部南京电报局实习，后任交通部上海国际无线电台工程师。1931年，任南京中央防空学校教官，加入军统。1933年，任胡宗南部无线电训练班教官。同年，奉派铺筑澄巫军用公路。1935年，任国民政府航空委员会防空情报台通讯员、无线电训练班教官，次年任防空总台总台长。1937年，任空军前敌总指挥部防空总台总台长。中国空军“八一四”对日空战大捷时，他提供准确情报有功。1938年，任国民政府军事委员会特种技术研究室副主任。1939年，与叶宗元等成功破译日本空军密码电报。后任财政部缉私署无线台总台长。1940年在中央训练团党政训练班第十期受训，任军事委员会技术研究室副主任、空军第一路司令部重庆监察侦译工作队长。1940年10月至1941年8月，担任中央军委会军令部第二厅四处香港八工作队长，1941年3月至8月，担任增设空军前敌总指挥部防空总台首任总台长。1941年8月，任成都空军前敌总司令部电讯监察总队首任总队长、协同陈纳德飞虎队作战。12月，建立成都、西安、重庆、香港、仰光空军电讯监察分队，破译日机轰炸英国韦尔斯亲王号、利巴尔斯号舰密码。1942年5月，派员赴新加坡、缅甸仰光设英国空军监察队。1942年11月，派员驻印度加尔各答英国空军电讯监察队。1943年5月，担任成都空军前敌总司令部电讯监察总台首任总台长，兼重庆中美合作所电讯总台长，次年5月，兼航委会特种技术人员训练班负责人。7月，在重庆任专员，2月任副主任。1945年8月，担任国民政府交通部第一交通警察总局电讯总台长。1947年11月，在常熟参加国大代表竞选。1948年冬，由于下属2个监测台投奔中国人民解放军，陈一白被保密局以“下属通共”而问责，被毛人凤关押一个多月。释放后，于当年底辞去一切职务。1949年，中央人民政府发出邀请北上参加新政府。他未曾就任，留在上海。1952年11月20日，被人民政府处决，享年47岁。